# فیبر بازالت
فیبر بازالت از الیاف بسیار ریز بازالت ساخته شده‌است که از مواد معدنی پلاژیوکلاز، پیروکسن و الیوین تشکیل شده‌است. فیبر بازالت شبیه به فایبرگلاس است اما خواص فیزیکی و مکانیکی بهتری نسبت به فایبرگلاس دارد، اما به‌طور قابل توجهی ارزانتر از فیبر کربن است. فیبر بازالت به عنوان منسوجات نسوز در صنایع هوافضا و خودرو استفاده می‌شود و همچنین می‌تواند به عنوان کامپوزیت برای تولید محصولاتی مانند سه‌پایه دوربین استفاده شود.

## ساخت
فن آوری تولید الیاف پیوسته بازالت (BCF) یک فرایند یک مرحله ای است: ذوب، همگن سازی بازالت و استخراج الیاف. بازالت فقط یک بار گرم می‌شود. پردازش بیشتر BCF با استفاده از «فناوری‌های سرد» با هزینه انرژی کم انجام می‌شود.
فیبر بازالت از یک ماده واحد، بازالت خرد شده، از یک منبع معدنی با دقت انتخاب شده ساخته می‌شود. بازالت با اسیدیته بالا (بیش از ۴۶ درصد سیلیس) و مقدار آهن کم برای تولید فیبر مطلوب است. برخلاف سایر کامپوزیت‌ها، مانند الیاف شیشه، لزوماً هیچ ماده ای در طول تولید آن اضافه نمی‌شود. بازالت شسته و سپس ذوب می‌شود.
برای ساخت فیبر بازالت نیاز به ذوب سنگ بازالت خرد شده و شسته شده در حدود ۱٬۵۰۰ درجه سلسیوس (۲٬۷۳۰ درجه فارنهایت) است. سنگ مذاب سپس از طریق نازل‌های کوچک به صورت رشته‌های الیاف بازالت خارج می‌شود.
الیاف بازالت معمولاً دارای قطر رشته‌ای بین ۱۰ تا ۲۰ میکرومتر هستند که به اندازه کافی بزرگتر از حد تنفسی ۵ میکرومتر است. اندازه بزرگتر باعث می‌شود فیبر بازالت جایگزین مناسبی برای آزبست است. همچنین دارای مدول الاستیک بالایی است و در نتیجه استحکام ویژه بالایی دارند - سه برابر فولاد. الیاف نازک معمولاً برای کاربردهای نساجی عمدتاً برای تولید پارچه بافته شده و فیبر ضخیم‌تر در سیم‌پیچ فیلامنت استفاده می‌شود، به عنوان مثال، برای تولید سیلندرها یا لوله‌های گاز طبیعی فشرده (CNG) استفاده می‌شود. ضخیم‌ترین الیاف برای پالتروژن، ژئوگرید، تولید پارچه چند محوره و به صورت رشته خرد شده برای تقویت بتن استفاده می‌شود. یکی از آینده نگرانه‌ترین و در حال حاضر جدیدترین کاربردهای الیاف بازالت، تولید میلگرد بازالت است که روز به روز جایگزین میلگردهای فولادی سنتی در ساختمان سازی می‌شود.

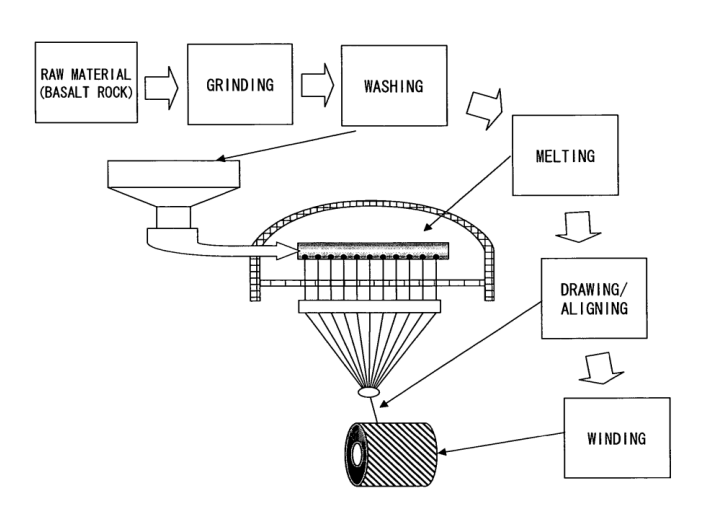

## خواص
جدول زیر به خواص فیبر بازالت اشاره دارد. داده‌های تولیدکنندگان متفاوت است، این تفاوت گاهی اوقات مقادیر بسیار بزرگی است.
| ویژگی                    | مقدار                     |
| ------------------------ | ------------------------- |
| استحکام کششی             | ۲٫۸–۳٫۱ گیگا پاسکال       |
| مدول الاستیک             | ۸۵–۸۷ گیگا پاسکال         |
| ازدیاد طول در نقطه شکستن | ۳٫۱۵٪                     |
| تراکم                    | ۲٫۶۷ گرم بر سانتی‌متر مکعب |

مقایسه:
| مواد              | تراکم {{سخ}} (g/cm³) | استحکام کششی {{سخ}} (GPA) | قدرت خاص {{سخ}} | مدول الاستیک {{سخ}} (GPA) | مدول خاص {{سخ}} |
| ----------------- | -------------------- | ------------------------- | --------------- | ------------------------- | --------------- |
| میلگرد فولادی     | ۷٫۸۵                 | ۰٫۵                       | ۰٫۰۶۳۷          | ۲۱۰                       | ۲۶٫۸            |
| A گلس             | ۲٫۴۶                 | ۲٫۱                       | ۰٫۸۵۴           | ۶۹                        | ۲۸              |
| سی گلس            | ۲٫۴۶                 | ۲٫۵                       | ۱٫۰۲            | ۶۹                        | ۲۸              |
| E گلس             | ۲٫۶۰                 | ۲٫۵                       | ۰٫۹۶۲           | ۷۶                        | ۲۹٫۲            |
| شیشه S-2          | ۲٫۴۹                 | ۴٫۸۳                      | ۱٫۹۴            | ۹۷                        | ۳۹              |
| سیلیکون           | ۲٫۱۶                 | ۰٫۲۰۶–۰٫۴۱۲               | ۰٫۰۹۵۴–۰٫۱۹۱    |                           |                 |
| کوارتز            | ۲٫۲                  | ۰٫۳۴۳۸                    | ۰٫۱۵۶           |                           |                 |
| فیبر کربن (بزرگ)  | ۱٫۷۴                 | ۳٫۶۲                      | ۲٫۰۸            | ۲۲۸                       | ۱۳۱             |
| فیبر کربن (متوسط) | ۱٫۸۰                 | ۵٫۱۰                      | ۲٫۸۳            | ۲۴۱                       | ۱۳۴             |
| فیبر کربن (کوچک)  | ۱٫۸۰                 | ۶٫۲۱                      | ۳٫۴۵            | ۲۹۷                       | ۱۶۵             |
| کولار K-29        | ۱٫۴۴                 | ۳٫۶۲                      | ۲٫۵۱            | ۴۱٫۴                      | ۲۸٫۷            |
| کولار K-149       | ۱٫۴۷                 | ۳٫۴۸                      | ۲٫۳۷            |                           |                 |
| پلی پروپیلن       | ۰٫۹۱                 | ۰٫۲۷–۰٫۶۵                 | ۰٫۲۹۷–۰٫۷۱۴     | ۳۸                        | ۴۱٫۸            |
| پلی اکریلونیتریل  | ۱٫۱۸                 | ۰٫۵۰–۰٫۹۱                 | ۰٫۴۲۴–۰٫۷۷۱     | ۷۵                        | ۶۳٫۶            |
| الیاف بازالت      | ۲٫۶۵                 | ۲٫۹–۳٫۱                   | ۱٫۰۹–۱٫۱۷       | ۸۵–۸۷                     | ۳۲٫۱–۳۲٫۸       |

| نوع مواد                         | مدول الاستیک | تنش تسلیم | استحکام کششی |
| -------------------------------- | ------------ | --------- | ------------ |
| E (GPa)                          | fy (MPa)     | fu(MPa)   |              |
| میله‌های فولادی به قطر ۱۳ میلی‌متر | ۲۰۰          | ۳۷۵       | ۵۶۰          |
| میله‌های فولادی به قطر ۱۰ میلی‌متر | ۲۰۰          | ۳۶۰       | ۵۵۰          |
| میله‌های فولادی به قطر ۶ میلی‌متر  | ۲۰۰          | ۴۰۰       | ۶۲۵          |
| میله‌های BFRP با قطر ۱۰ میلی‌متر   | ۴۸٫۱         | -         | ۱۱۱۳         |
| میله‌های BFRP با قطر ۶ میلی‌متر    | ۴۷٫۵         | -         | ۱۳۴۵         |
| ورق BFRP                         | ۹۱           | -         | ۲۱۰۰         |

## تاریخ
اولین تلاش‌ها برای تولید الیاف بازالت در ایالات متحده در سال ۱۹۲۳ توسط Paul Dhe که حق U.S. Patent ۱,۴۶۲,۴۴۶ دریافت کرد، انجام شد. اینها پس از جنگ جهانی دوم توسط محققان در ایالات متحده، اروپا و اتحاد جماهیر شوروی به ویژه برای کاربردهای نظامی و هوافضا توسعه یافتند. از زمان طبقه‌بندی‌زدایی در سال ۱۹۹۵، الیاف بازالت در طیف وسیع‌تری از کاربردهای غیرنظامی مورد استفاده قرار گرفته‌اند.

### مدارس
1. دانشگاه RWTH آخن. هر دو سال یکبار، مؤسسه Textiltechnik دانشگاه RWTH آخن میزبان سمپوزیوم بین‌المللی الیاف شیشه است که در آن الیاف بازالت بخش جداگانه‌ای را به خود اختصاص می‌دهد. این دانشگاه تحقیقات منظمی را برای مطالعه و بهبود خواص فیبر بازالت انجام می‌دهد. بتن حاوی فیبر بازالت نیز نسبت به بتن معمولی در برابر خوردگی مقاوم تر و چکش خوارتر است. به گفته آندریاس کوخ، جایگزینی الیاف کربن با الیاف بازالت می‌تواند زمینه‌های کاربرد مواد کامپوزیتی نوآورانه را که بتن نساجی است، به‌طور قابل توجهی افزایش دهد.
2. مؤسسه طراحی سبک‌وزن در TU برلین[۱۳]
3. مؤسسه علوم مواد طراحی سبک در دانشگاه هانوفر
4. مؤسسه پلاستیک آلمان (DKI) در دارمشتات[۱۴]
5. دانشگاه فنی درسدن
6. دانشگاه علوم کاربردی رگنزبورگ، گروه مهندسی مکانیک. خصوصیات مکانیکی پلاستیک تقویت‌شده با الیاف بازالت با تقویت‌کننده‌های پارچه‌ای مختلف - آزمایش‌های کششی و محاسبات FE با عناصر حجمی نماینده (RVEs). مارکو رومانو، اینگو ارلیخ.[۱۵]

## استفاده‌ها

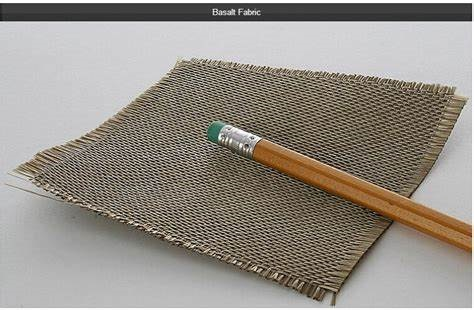

- محافظ در برابر حرارت
- مواد با اصطکاک بالا
- تیغه آسیاب بادی
- بدنه خودرو
- تجهیزات ورزشی
- میلگرد
- سیلندر و لوله‌های CNG
- جذب کننده روغن
- رشته‌های خردشده برای استحکام بتن
- لوله‌های پرفشار

## کدهای طراحی

### روسیه
از تاریخ ۱۸ اکتبر ۲۰۱۷، JV 297.1325800.2017 "سازه‌های الیافی بتن با الیاف غیر فلزی به بهره برداری رسیده‌است. قوانین طراحی، "که خلاء قانونی در طراحی بتن مسلح با الیاف بازالت را از بین برد. طبق بند ۱٫۱. این استاندارد به همه انواع الیاف غیر فلزی (پلیمرها، پلی پروپیلن، شیشه، بازالت و کربن) گسترش می‌یابد. هنگام مقایسه الیاف مختلف، می‌توان به این نکته اشاره کرد که الیاف پلیمری نسبت به مقاومت معدنی پایین‌تر هستند، اما استفاده از آنها باعث بهبود ویژگی‌های کامپوزیت‌های ساختمانی می‌شود.

## کتابشناسی - فهرست کتب
- E. Lauterborn, Dokumentation Ultraschalluntersuchung Eingangsprüfung, Internal Report wiweb Erding, Erding, bOctober (2011).
- K. Moser, Faser-Kunststoff-Verbund – Entwurfs- und Berechnungsgrundlagen. VDI-Verlag، دوسلدورف، (۱۹۹۲).
- NK Naik، کامپوزیت‌های پارچه بافته شده. شرکت انتشارات تکنومیک، لنکستر (PA)، (۱۹۹۴).
- Bericht 2004-1535 – Prüfung eines Sitzes nach BS 5852:1990 part 5 – creb source igniton 7, für die Fa. فرانتس کیل جیامبیایچ و شرکت کیلوگرم. Siemens AG, A&D SP, Frankfurt am Main, (2004).
- DIN EN 2559 – Luft- und Raumfahrt – Kohlenstoffaser-Prepregs – Bestimmung des Harz- und Fasermasseanteils und der flächenbezogenen Fasermasse. Normenstelle Luftfahrt (NL) im DIN Deutsches Institut für Normung e. V. , Beuth Verlag، برلین، (۱۹۹۷).
- Epoxidharz L، Härter L – Technische Daten. برگه اطلاعات فنی توسط R&G، (۲۰۱۱).
- گواهینامه‌های کیفیت برای پارچه و رووینگ. Incotelogy Ltd.، بن، ژانویه (۲۰۱۲).
- Nolf, Jean Marie (2003). "Basalt Fibres-Fire Blocking Textiles". Technical Usage Textile. 49 (3): 38–42.
- Ozgen, Banu; Gong, Hugh (May 2011). "Yarn geometry in woven fabrics". Textile Research Journal. 81 (7): 738–745. doi:10.1177/0040517510388550.
- L. Papula, Mathematische Formelsammlung für Naturwissenschaftler und Ingenieure. 10. Auflage, Vieweg+Teubner, Wiesbaden، (۲۰۰۹).
- Saravanan, D. (2006). "Spinning the rocks-basalt fibres". IE (I) Journal-TX. 86: 39–45.